# Nachtsheim
Nachtsheim là một đô thị ở district of Mayen-Koblenz bang Rheinland-Pfalz, phía tây nước Đức. Đô thị Nachtsheim có diện tích 7,2 km².